# Керинф
Керинф (греч. Κήρινθος, лат. Церинтус, син. Керинт) — гностик и представитель гностического христианства, впоследствии признанный ортодоксальным христианством ересиархом (еретиком). Отец и первый распространитель чувственного хилиазма.
Ранняя христианская традиция описывает Керинфа как современника и противника Иоанна Богослова, который написал Первое послание Иоанна и Второе послание Иоанна в том числе и с целью критики Керинфа. Все сведения о Керинфе известны только по сочинениям его богословских оппонентов. Сохранился рассказ о встрече в городе Ефесе Иоанна с Керинфом в бане.
Ириней и Ипполит приписывают ему египетское образование (αυτός Αίγυπτίων παιδεία άσκηλείς).

## Учение Керинфа
Керинф различал Христа и Иисуса как две особые индивидуальности. Ириней Лионский в своем труде «Пять книг против ересей» пишет о Керинфе так:
«…мир сотворен не первым Богом, но силою, которая далеко отстоит от этого превысшего первого начала и ничего не знает о всевышнем Боге. Иисус, говорит он, не был рожден от девы, (ибо это казалось ему невозможным); но подобно, как и все прочие люди, был сын Иосифа и Марии, и отличался от всех справедливостью, благоразумием и мудростью. И после крещения сошел на Него от превысшего первого начала Христос в виде голубя; и потом Он возвещал неведомого Отца и совершал чудеса; наконец, Христос удалился от Иисуса, и Иисус страдал и воскрес; Христос же, будучи духовен, оставался чужд страданий» (Ириней I, 26).
Евсевий Кесарийский в Церковной истории (кн.III) сообщает, что Керинф учил о том, что после воскресения наступит "земное царство Христово", где люди будут есть, пить и вступать в брачное сожитие. 